# Titandisilicid
Titandisilicid ist eine anorganische chemische Verbindung des Titans aus der Gruppe der Silicide.

## Gewinnung und Darstellung
Titandisilicid kann durch Reaktion von Titan oder Titanhydrid mit Silicium gewonnen werden.
{\displaystyle \mathrm {Ti+2\ Si\longrightarrow TiSi_{2}} }
Ebenfalls möglich ist die Darstellung auf aluminothermischem Wege durch Entzünden eines Gemisches von z. B. Aluminiumpulver, Schwefel, Siliciumdioxid und Titandioxid oder Dikaliumhexafluortitanat K2TiF6, durch Elektrolyse einer Schmelze Kaliumfluortitanat und Titandioxid oder durch Umsetzung von Titan mit Siliciumtetrachlorid.
Es kann auch durch Umsetzung von Titan(IV)-chlorid mit Monosilan, Dichlorsilan oder Silicium gewonnen werden.
{\displaystyle \mathrm {TiCl_{4}+2\ SiH_{4}\longrightarrow TiSi_{2}+4\ HCl+2\ H_{2}} }
{\displaystyle \mathrm {TiCl_{4}+2\ SiH_{2}Cl_{2}+2\ H_{2}\longrightarrow TiSi_{2}+8\ HCl} }
{\displaystyle \mathrm {TiCl_{4}+3\ Si\longrightarrow TiSi_{2}+SiCl_{4}} }

## Eigenschaften
Titandisilicid ist ein metallisch glänzender, weißgrauer bis schwarzer kristalliner Feststoff mit guter thermischer und elektrischer Leitfähigkeit. Er besitzt orthorhombische Kristallstruktur mit der Raumgruppe Fddd (Raumgruppen-Nr. 70) (a = 825,3 pm, b = 478,3 pm, c = 854,0 pm). Er ist unlöslich in Wasser und Mineralsäuren mit Ausnahme von Flusssäure sowie langsam löslich in 10%iger Kaliumhydroxid-Lösung. Zu beachten ist, das neben Titandisilicid weitere Titansilicide bekannt sind. So TiSi1,8 mit der Raumgruppe Cmcm (Nr. 63) und einer Dichte von 3,9 g·cm−3, Ti3Si mit tetragonaler Kristallstruktur isotyp zu der von Ti3P, Ti5Si4 mit einer Schmelztemperatur von 2120 °C und einer tetragonalen Kristallstruktur isotyp zu der von Zr5Si4 sowie Titanmonosilicid TiSi mit einem Schmelzpunkt von 1760 °C und einer orthorhombischen Kristallstruktur, isotyp zu der von Eisenborid FeB. Es ist weiterhin eine Ti5Si3 Verbindung bekannt.

## Verwendung
Titandisilicid wird in der Halbleiterindustrie (z. B. im Salicide-Prozess) verwendet. Es kann zur Spaltung von Wasser mit Hilfe von Sonnenlicht eingesetzt werden.